# Прямухино (усадьба)
Прямухино — родовое имение Бакуниных, в которой родился и провёл свои ранние годы известный русский революционер, идеолог анархизма Михаил Александрович Бакунин. При средней школе села Прямухино, располагающейся на территории бывшей усадьбы Бакуниных, в настоящее время имеется музей Бакуниных.

## История
Родоначальником рода Бакуниных в Прямухино является Михаил Васильевич Бакунин, который купил это имение на имя своей жены Любови Петровны у С. Н. Шишкова 8 апреля 1779 года.
Третий сын Михаила Васильевича Бакунина и его супруги Любови Петровны — Александр по настоянию родителей в марте 1790 года вернулся в Россию с дипломатической службы из-за границы (Италия, Франция) и 14 июля 1790 года ушёл со службы, а 31 марта 1791 года вышел в отставку в чине надворного советника. Некоторое время он жил в Петербурге, увлекался поэтическим творчеством, входил в литературный кружок своего родственника Н. А. Львова, а потом поселился в Прямухино. Здесь Александр Михайлович восстановил пришедшее в упадок хозяйство, завёл приносящие доход производства, рассчитался с долгами. В 1806 году он избирался предводителем дворянства Тверской губернии. В октябре 1810 года он женился на Варваре Александровне Муравьёвой, бывшей младше его на 24 года. После женитьбы супруги некоторое время жили в Твери, а осенью 1811 года они переехали для проживания в Прямухино.
В первой половине XIX века усадьба Прямухино, принадлежавшая супругам Александру Михайловичу и Варваре Александровне Бакуниным — родителям Михаила Бакунина, являлась одним из культурных центров как Тверской губернии, так и европейской части России. В Прямухино в гостях у Бакуниных бывали В. Г. Белинский, Н. В. Станкевич, Т. Н. Грановский и другие известные деятели русской культуры.
В 30-х и 40-х годах XIX столетия семейство Бакуниных, по своим связям с кружком Станкевича, сыграло значительную роль в развитии русской литературы и общественной мысли того времени, причем немаловажное участие в истории этого кружка имели дочери А. М. Бакунина: Любовь, Варвара, Татьяна и Александра, младшая дочь Софья умерла ребёнком.

План усадьбы Прямухино
1 — Усадебный дом; 2 — Церковь; 3 — Колокольня; 4 — Фабрика; 5 — Амбар; 6 — Дом садовника; 7 — Потребкооперация; 8 — Библиотека; 9 — Склеп; 10 — Ротонда; 11 — Сторожка; 12 — Часовня на святом источнике; 13 — Плотина (XIX века);
14 — Больница; 15 — Плотина (XVIII века); 16 — Большая улица; 17 — Садовая улица; 18 — Дедушкина горка; 19 — Аллея детей; 20 — Дуб декабристов; 21 — Конюшня; 22 — Скотный двор; 23 — Кладбище; 24 — Часовня; 25 — Рига (турецкая баня); 26 — Горка А. А. Бакунина; 27 — Партерная поляна; 28 — Баня; 29 — Беседка по проекту Львова: 30 — Кутузовская горка; 31 — Вязовый холм; 32 — Школа; 33 — Ключ И. М. Бакунина; 34 — Верхний новый пруд; 35 — Батюшкин (стерляжий) пруд; 36 — Нижний новый пруд; 37 — Пруд-копань; 38 — Бассейн; 39 — Матушкин пруд; 40 — Пруд под садом; 41 — Купальня; 42 — Церковный косогор; 43 — Красивый холм; 44 — Маленькая роща; 45 — Круг из лиственниц; 46 — Оранжерея; 47 — Оранжерея; 48 — Главная сельская улица; 49 — Дорога на Коростково; 50 — Дорога кирпичного завода.

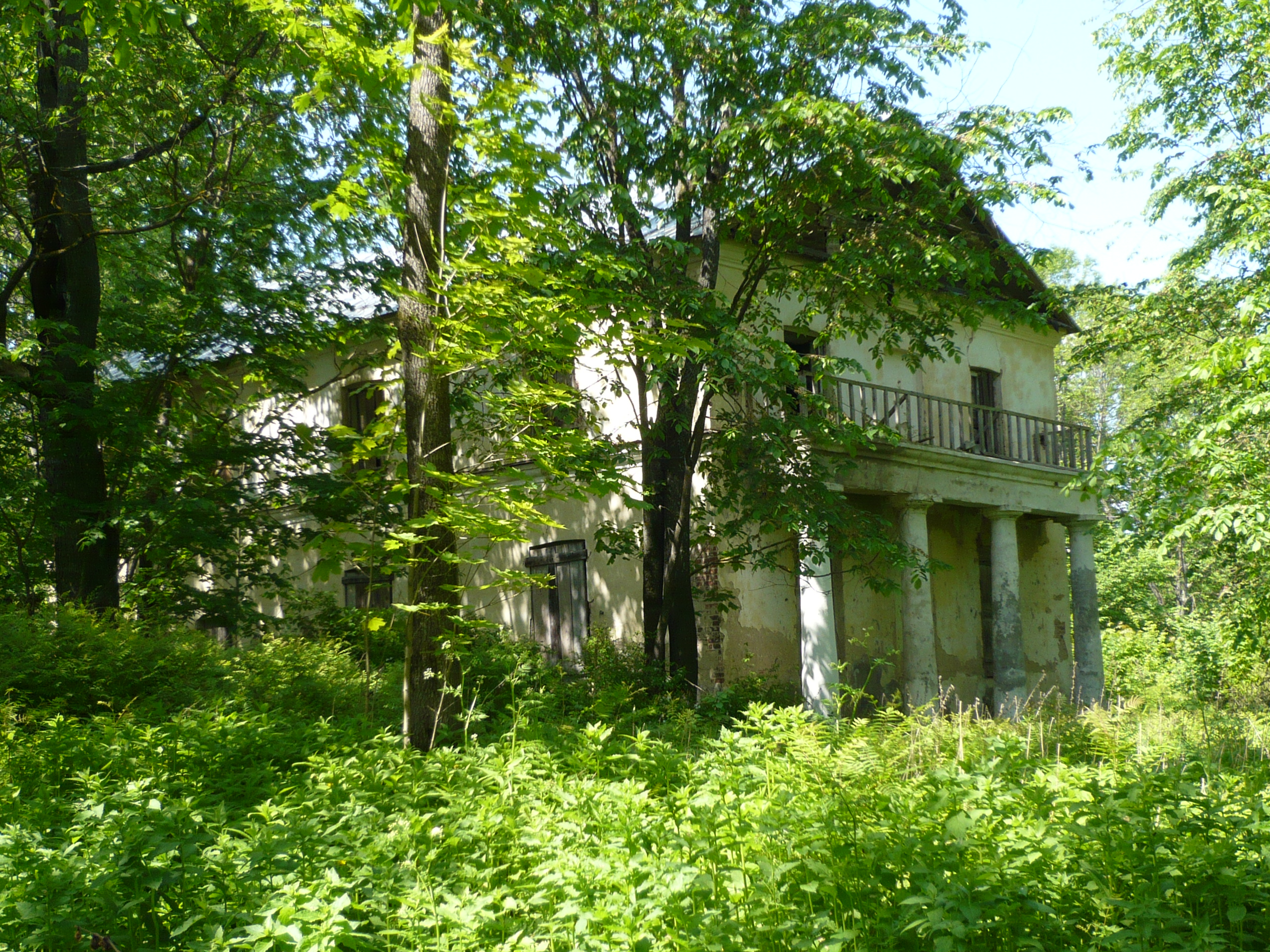
Сохранившийся южный флигель с колоннадой дома усадьбы Бакуниных в Прямухино

Прямухино. Музей Бакуниных. Макет-реконструкция усадьбы Бакуниных. Авторы макета В. Васильев и А. Инюхин

Известно, что осенью 1881 года в Прямухино гостил Л. Н. Толстой, а в 1897 году в Прямухино приезжал Максим Горький, который несколько месяцев жил недалеко от Прямухино — в Кувшиново, где он собирал материал для своей литературной работы. Считается, что его книга «Жизнь Клима Самгина» в некоторых частях основана на материалах этих наблюдений.

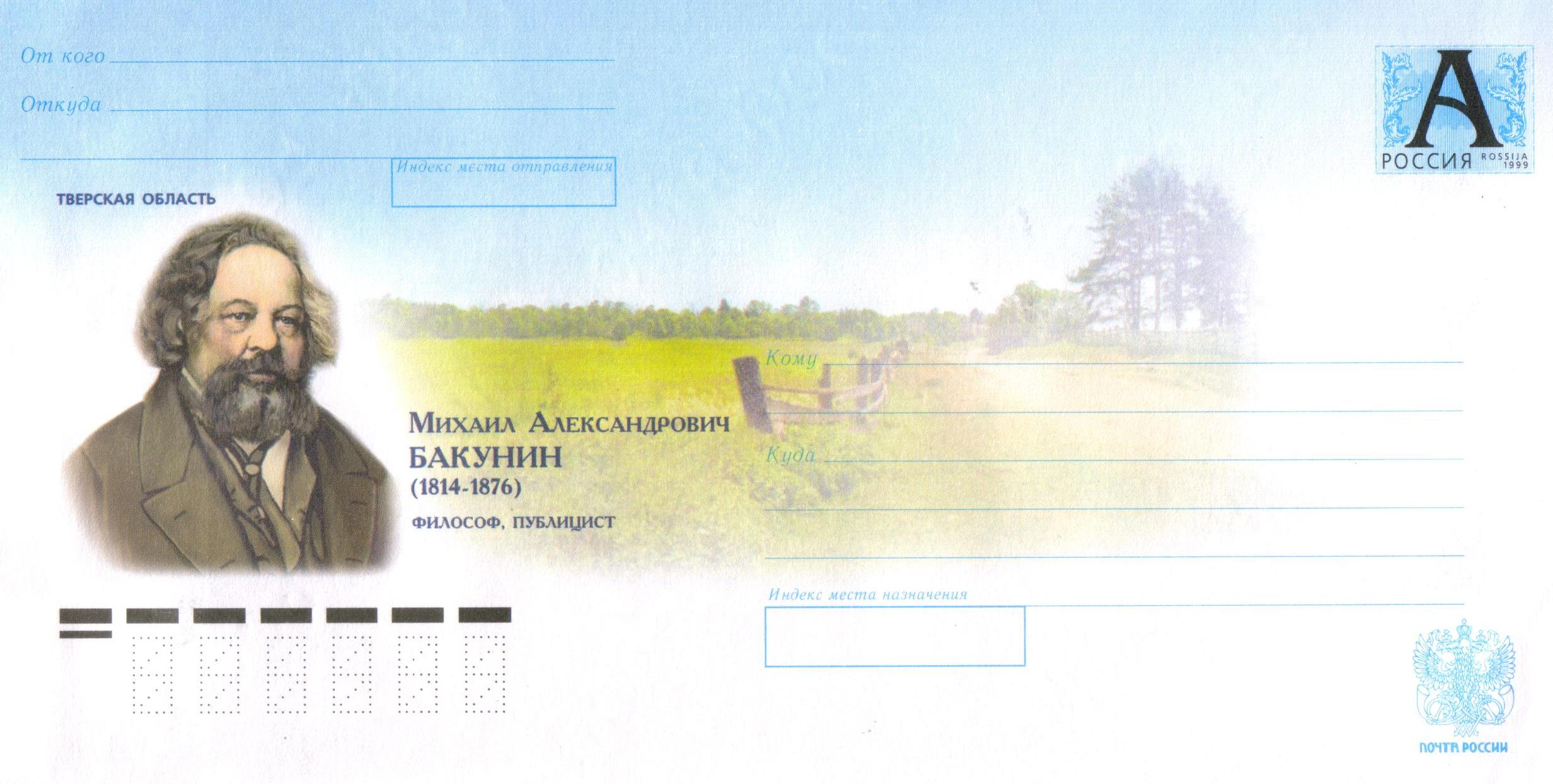
Почта России. Конверт из серии ТВЕРСКАЯ ОБЛАСТЬ, посвященный М. А. Бакунину. Гашение состоялось в почтовом отделении села Прямухино 30 мая 2009 года. Портрет М. А. Бакунина предоставлен Тверским государственным объединённым музеем. Дизайн А. Дробышева.

В настоящее время усадьба Прямухино объявлена историко-природным заповедником. К сожалению, от большого дома усадьбы Бакуниных и других строений на территории усадьбы сохранилось лишь несколько строений, в том числе остатки крыла южного флигеля усадьбы с интересной колоннадой. Сохранился также обширный парк, спускающийся к реке Осуге, конца XVIII — начала XIX веков, однако также в настоящее время далекий по своему внешнему виду от того, каким он был во времена, когда усадьба Прямухино принадлежала Бакуниным.
В 2023 году усадьба включена в список всемирного наследия UNESCO в составе групповой номинации «Исторический центр Торжка и усадебная архитектура Николая Львова».

## Интересные факты
Усадьба Прямухино и жизнь Бакуниных в ней, в первую очередь Михаила Бакунина, ярко отражены в первой части всемирно известной пьесы (трилогии) Тома Стоппарда «Берег утопии».
Том Стоппард посещал Прямухино, изучая жизнь своих героев. Экспозиция, посвященная пребыванию Тома Стоппарда в Прямухино, была представлена в Муниципальном музее рода Бакуниных села Прямухино в 2007 году.
В настоящее время спектакль «Берег утопии» с успехом идет на сцене Российского Академического молодёжного театра в Москве.

## Галерея

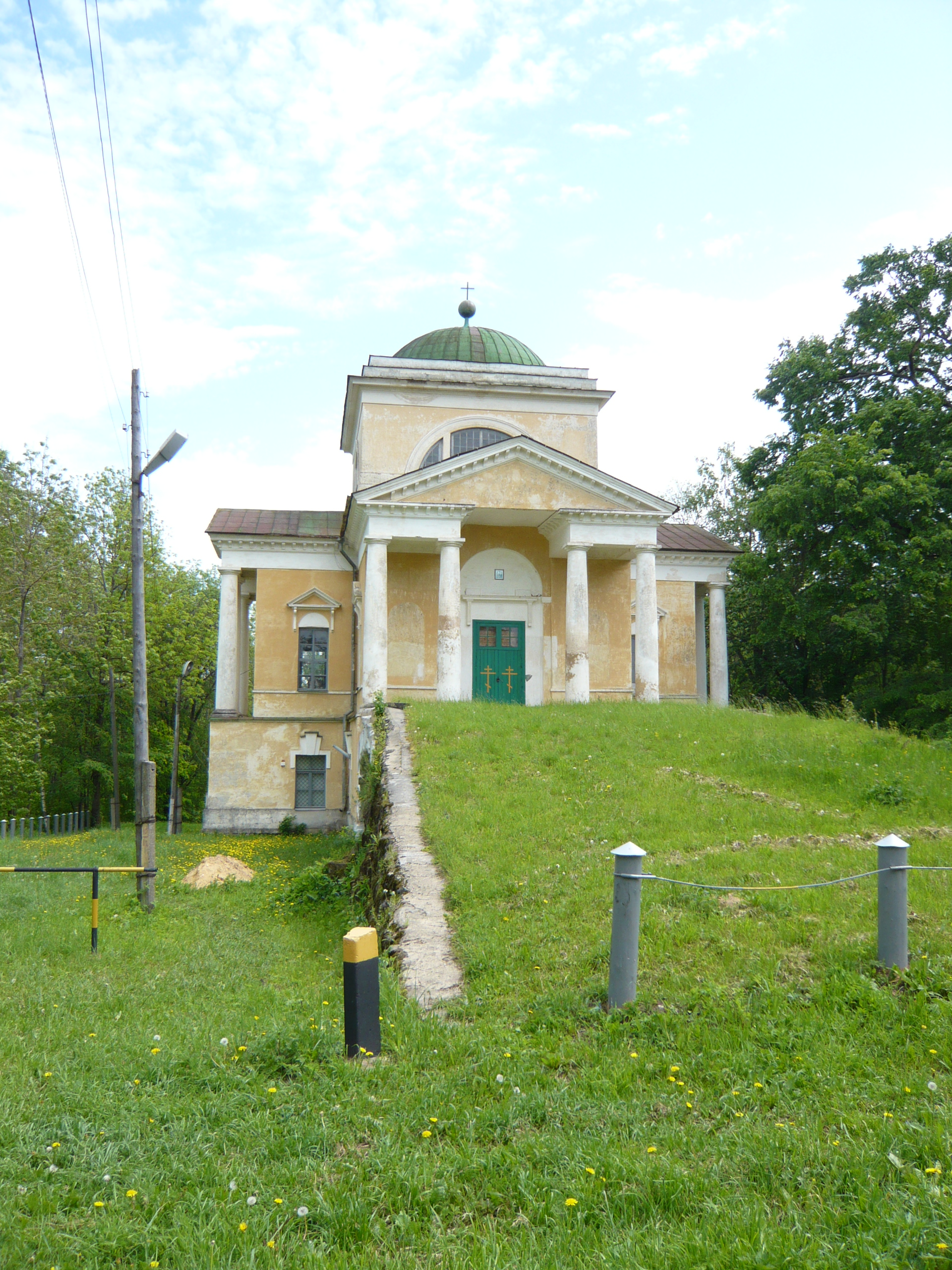
Троицкая церковь в селе Прямухино
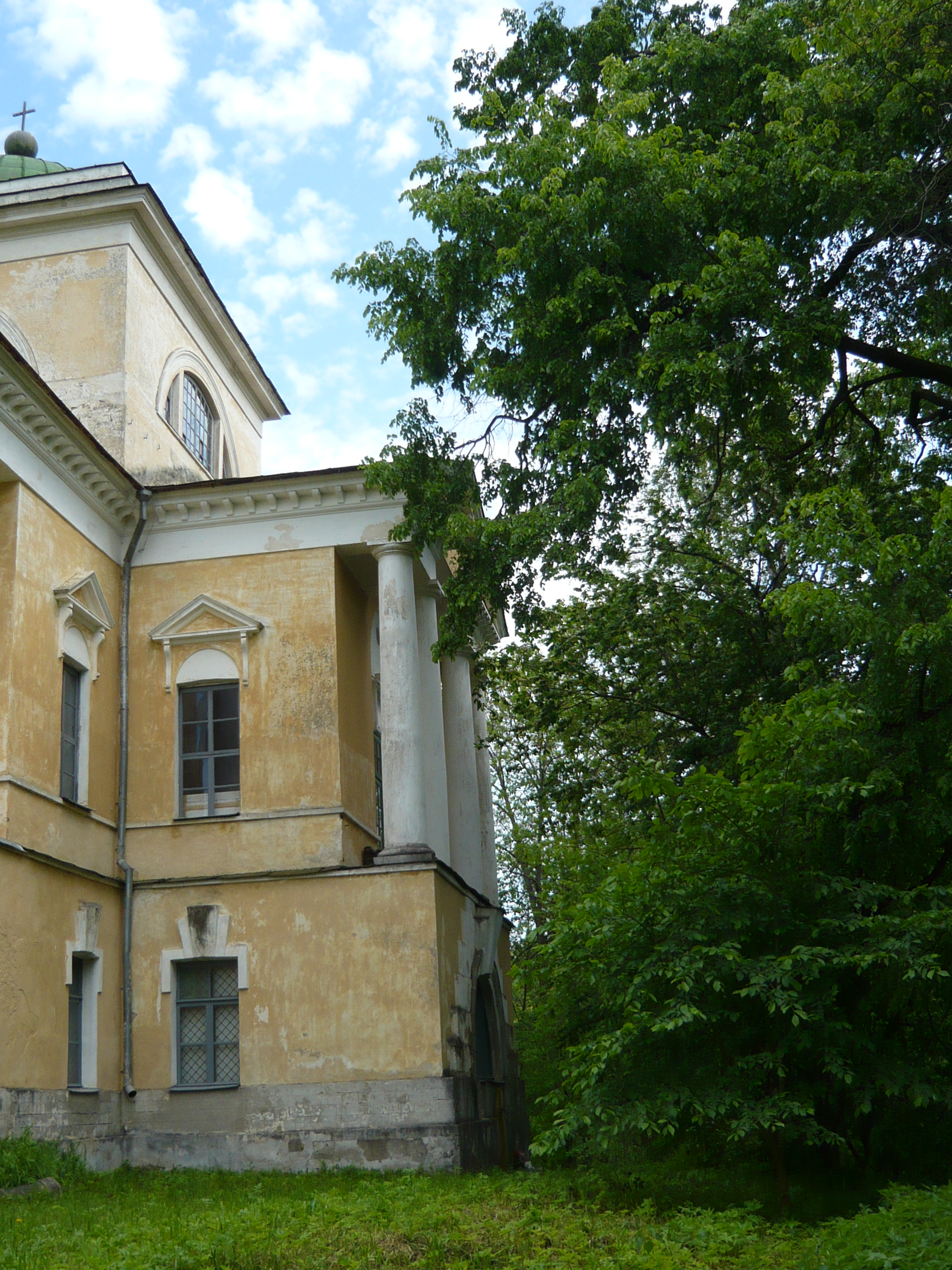
Троицкая церковь в селе Прямухино
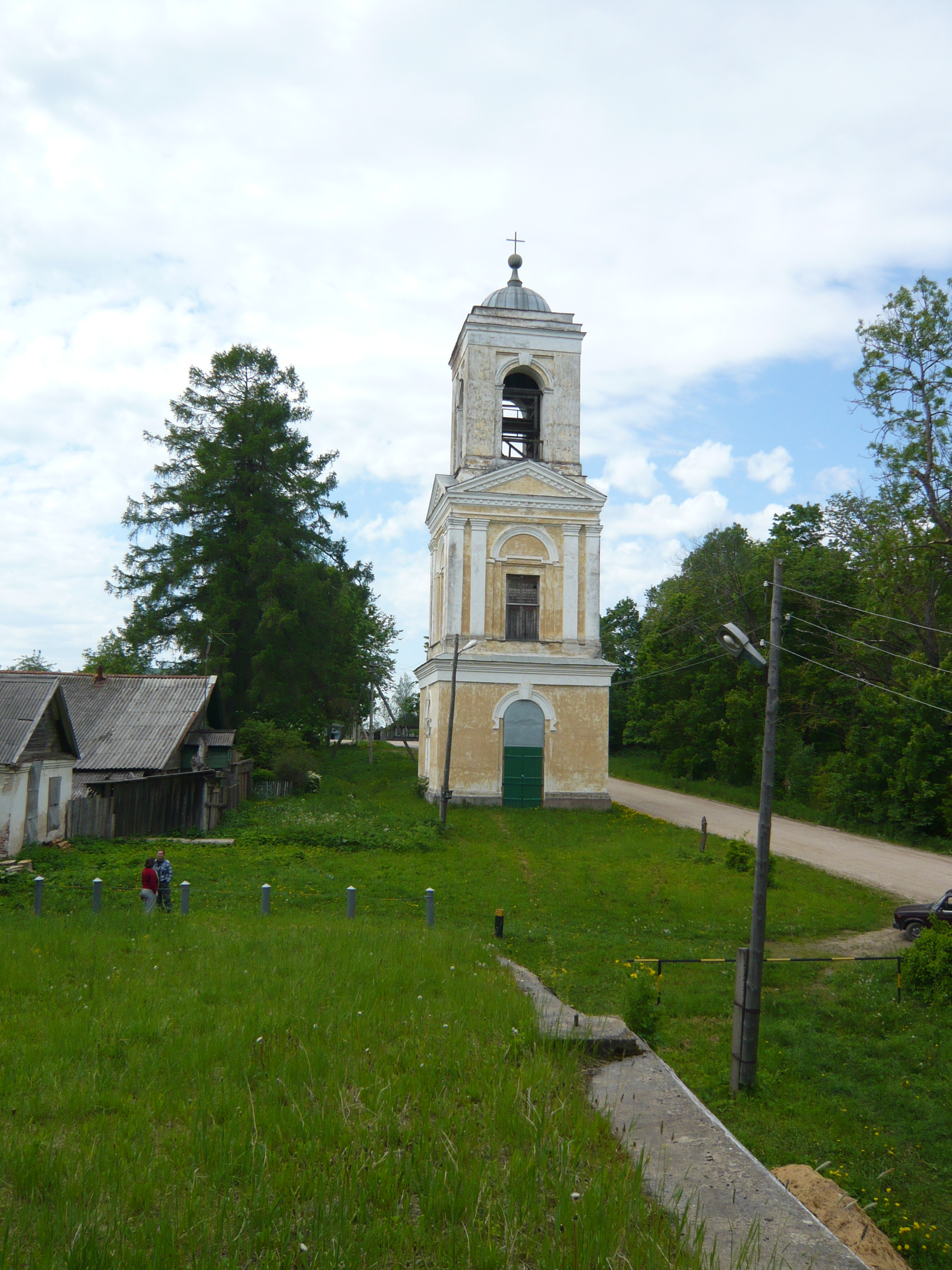
Колокольня Троицкой церкви в селе Прямухино
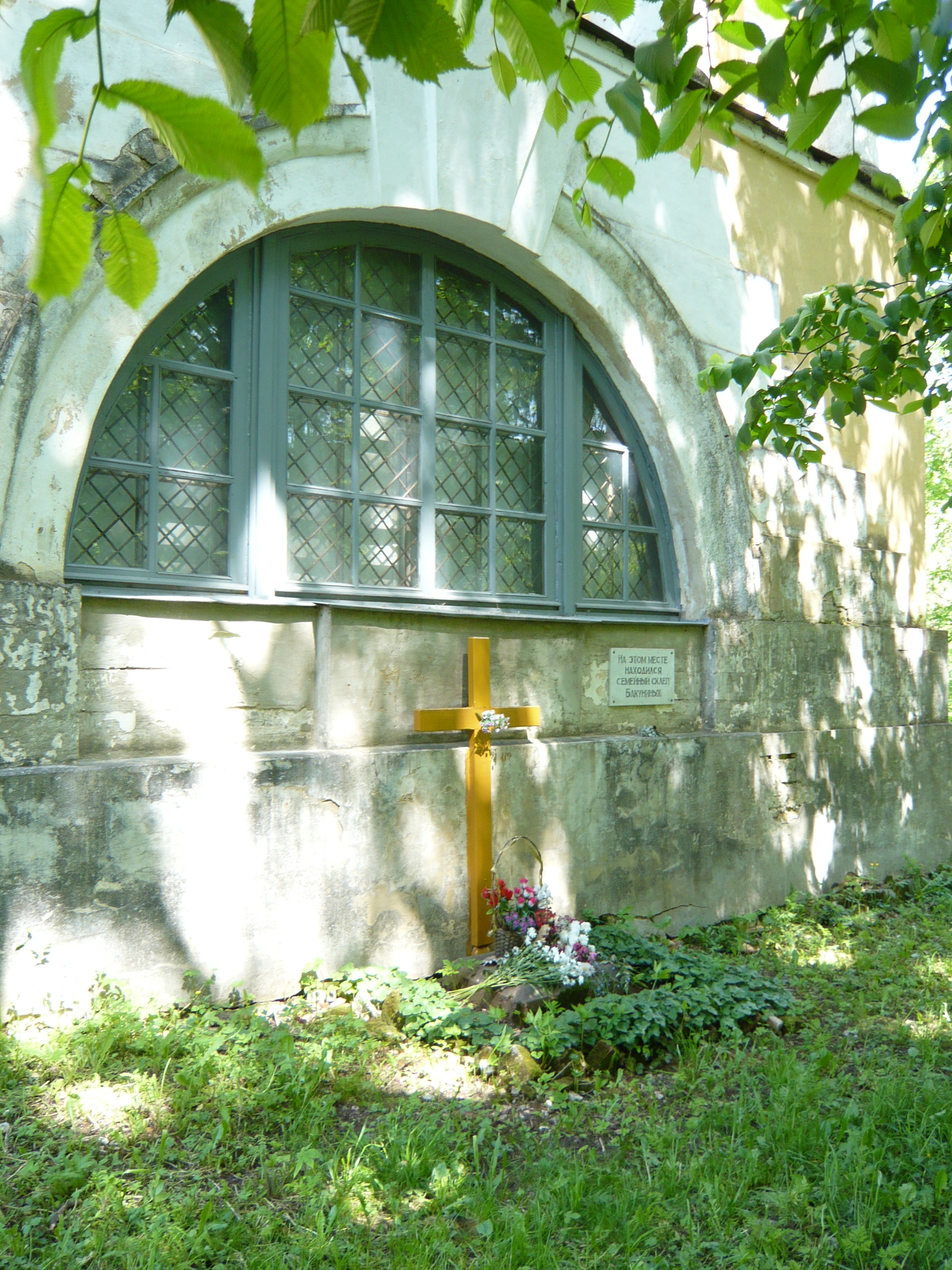
Усыпальница Бакуниных у стен Троицкой церкви в селе Прямухино
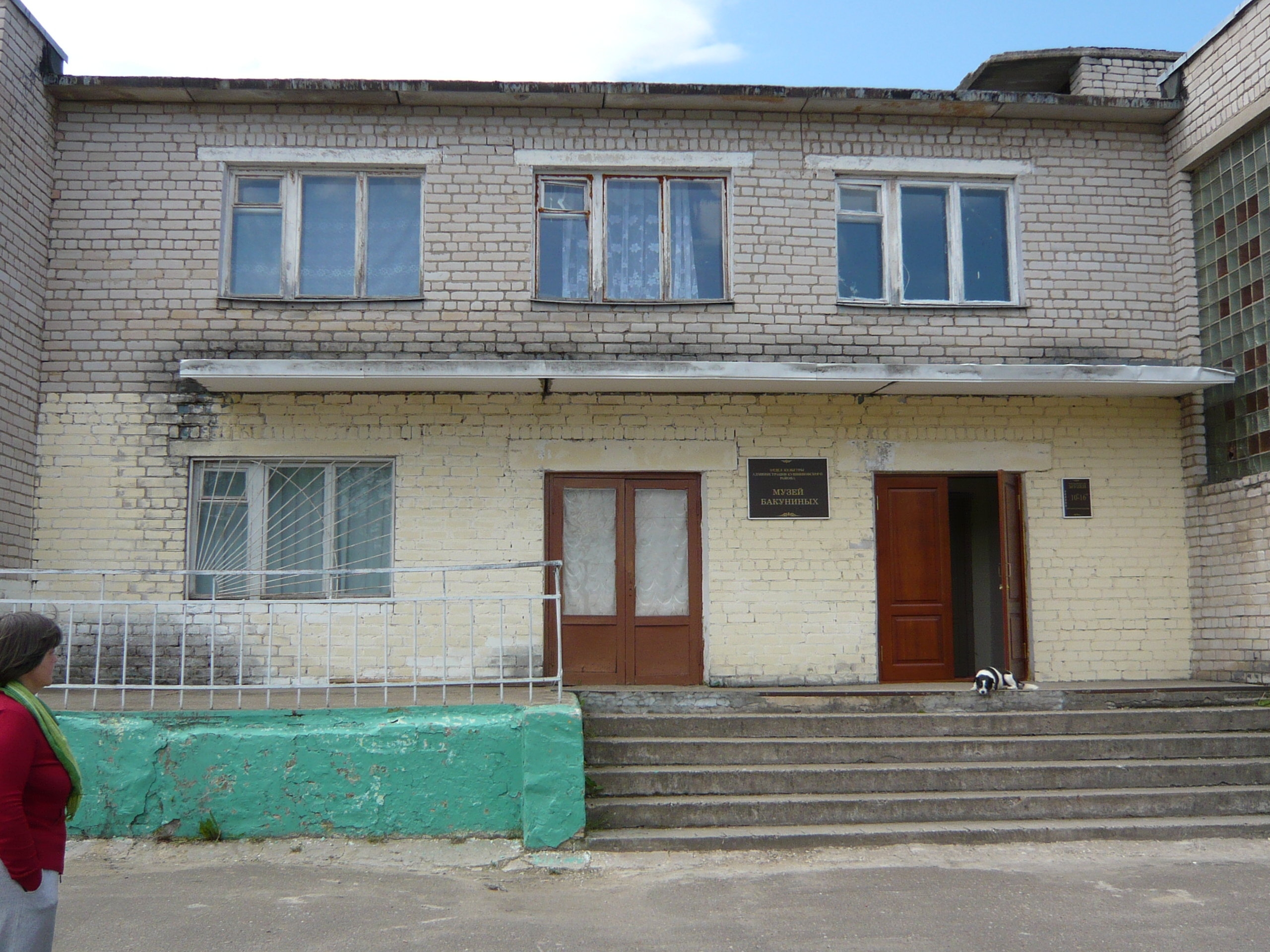
Музей Бакуниных при средней школе села Прямухино
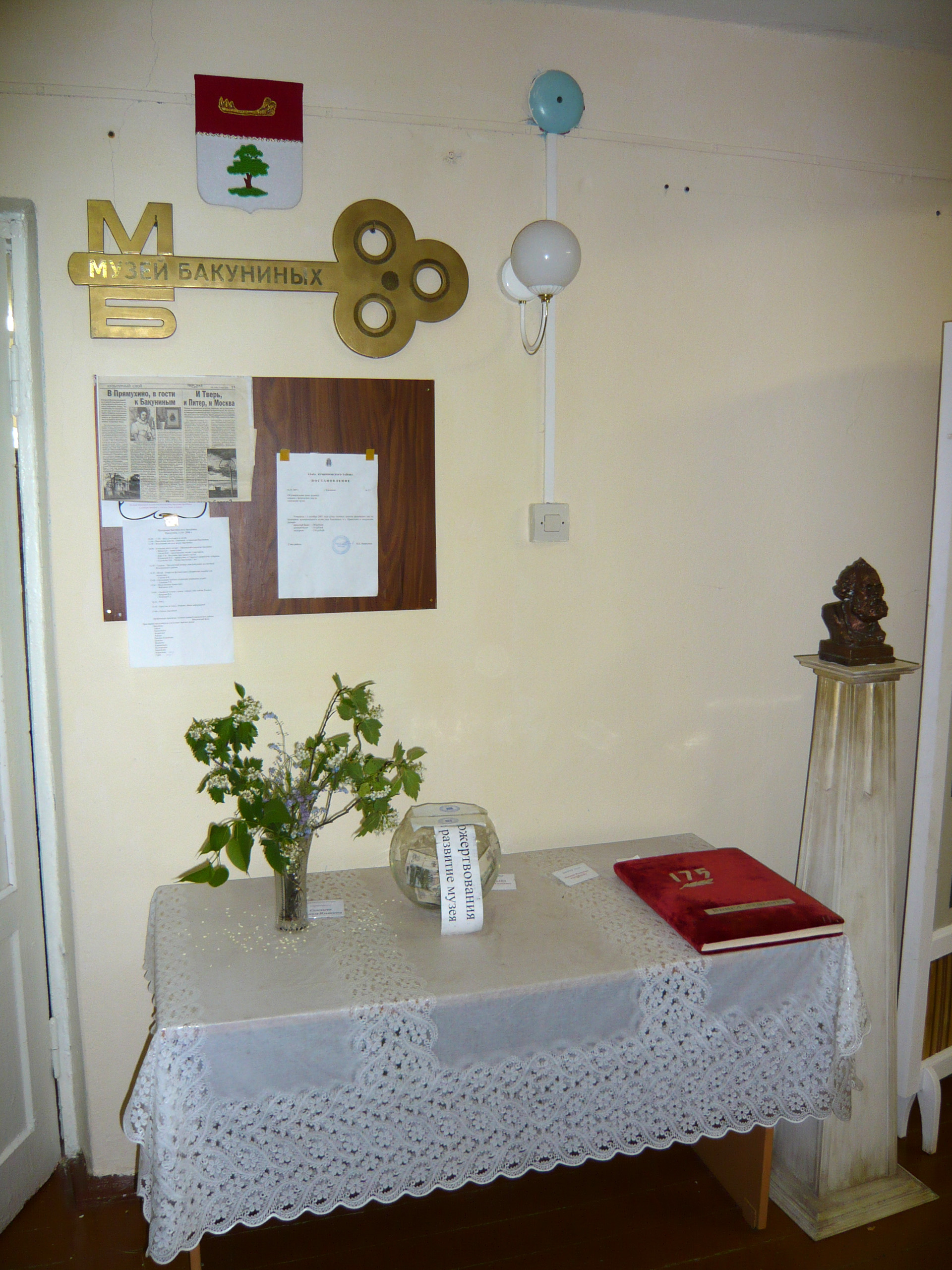
Музей Бакуниных при средней школе села Прямухино
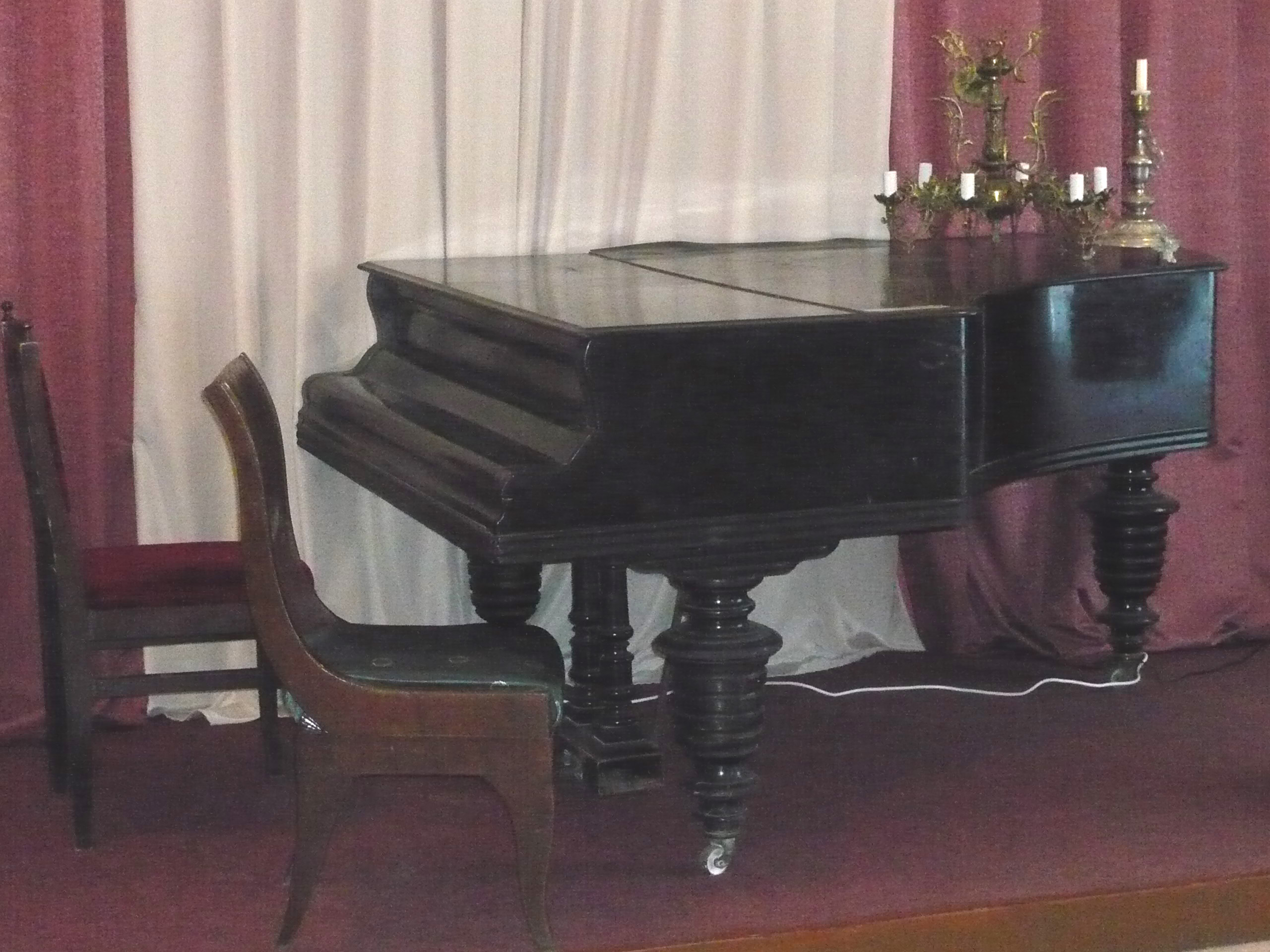
Прямухино. Музей Бакуниных. Рояль семьи Бакуниных
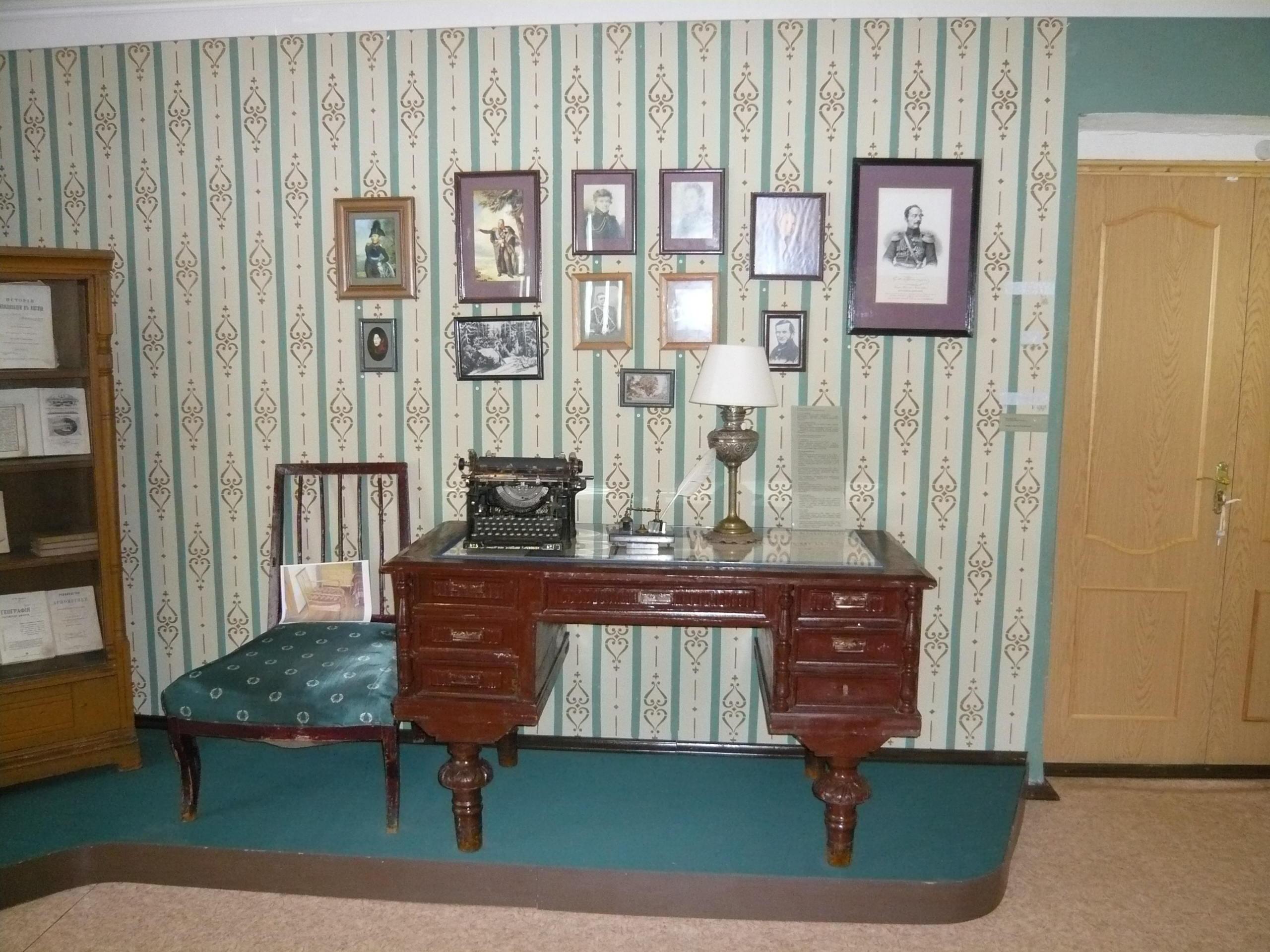
Прямухино. Музей Бакуниных. Экспозиция музея
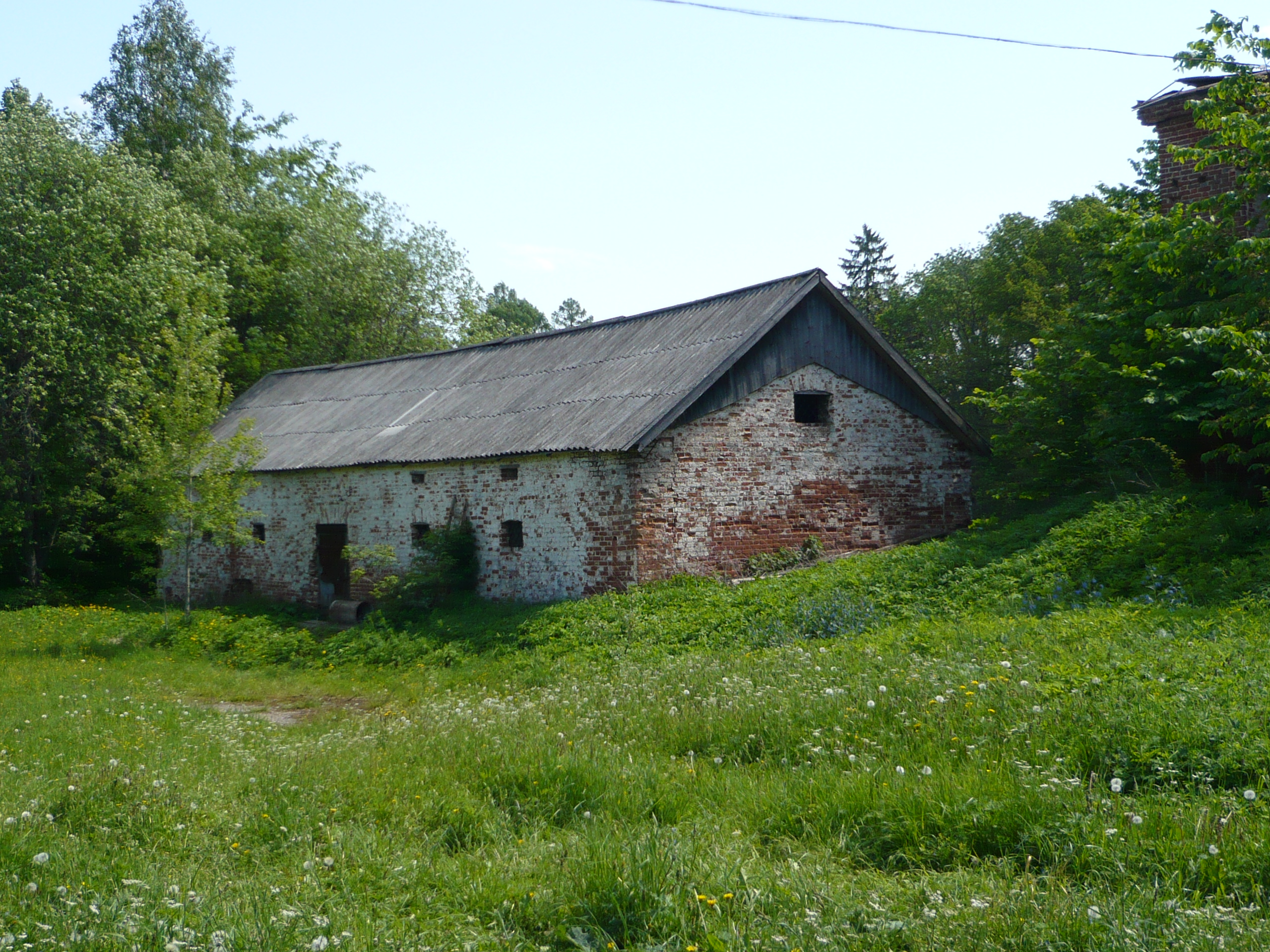
Прямухино.  Амбар для хранения готовой продукции, произведённой на мануфактуре
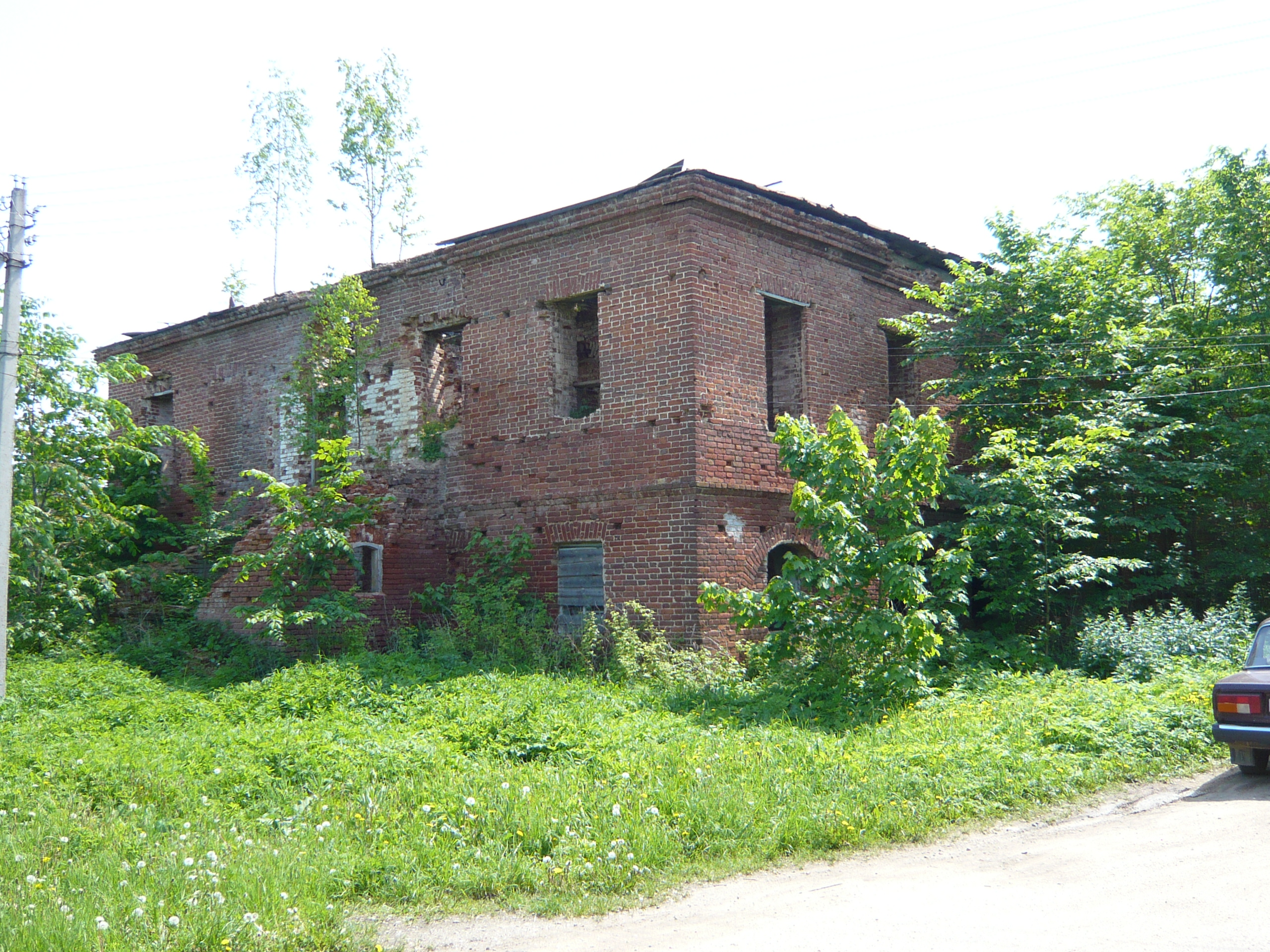
Прямухино. Сохранившееся здание мануфактуры, принадлежавшей Бакуниным
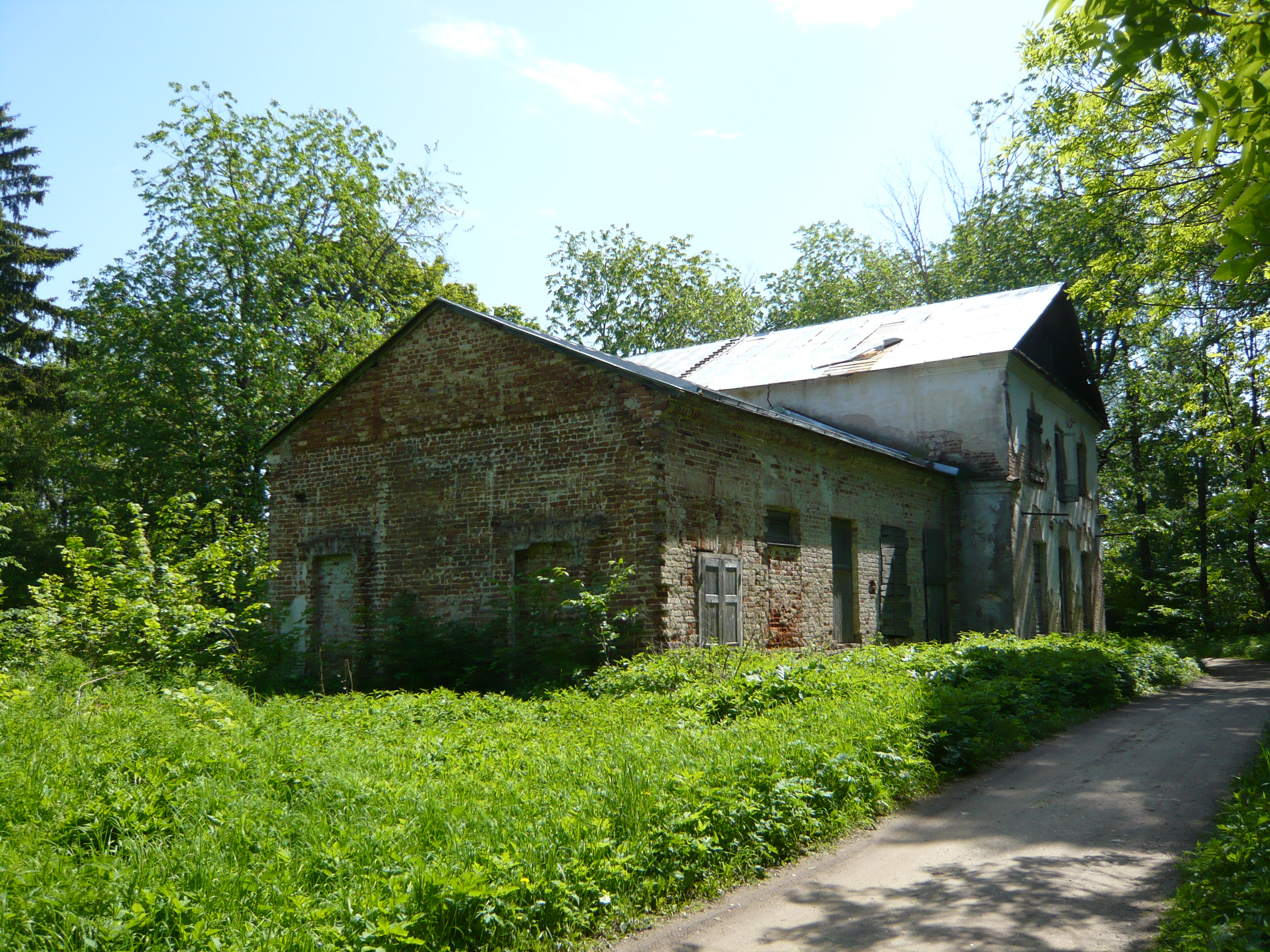
Прямухино. Остатки южного флигеля усадьбы Бакуниных
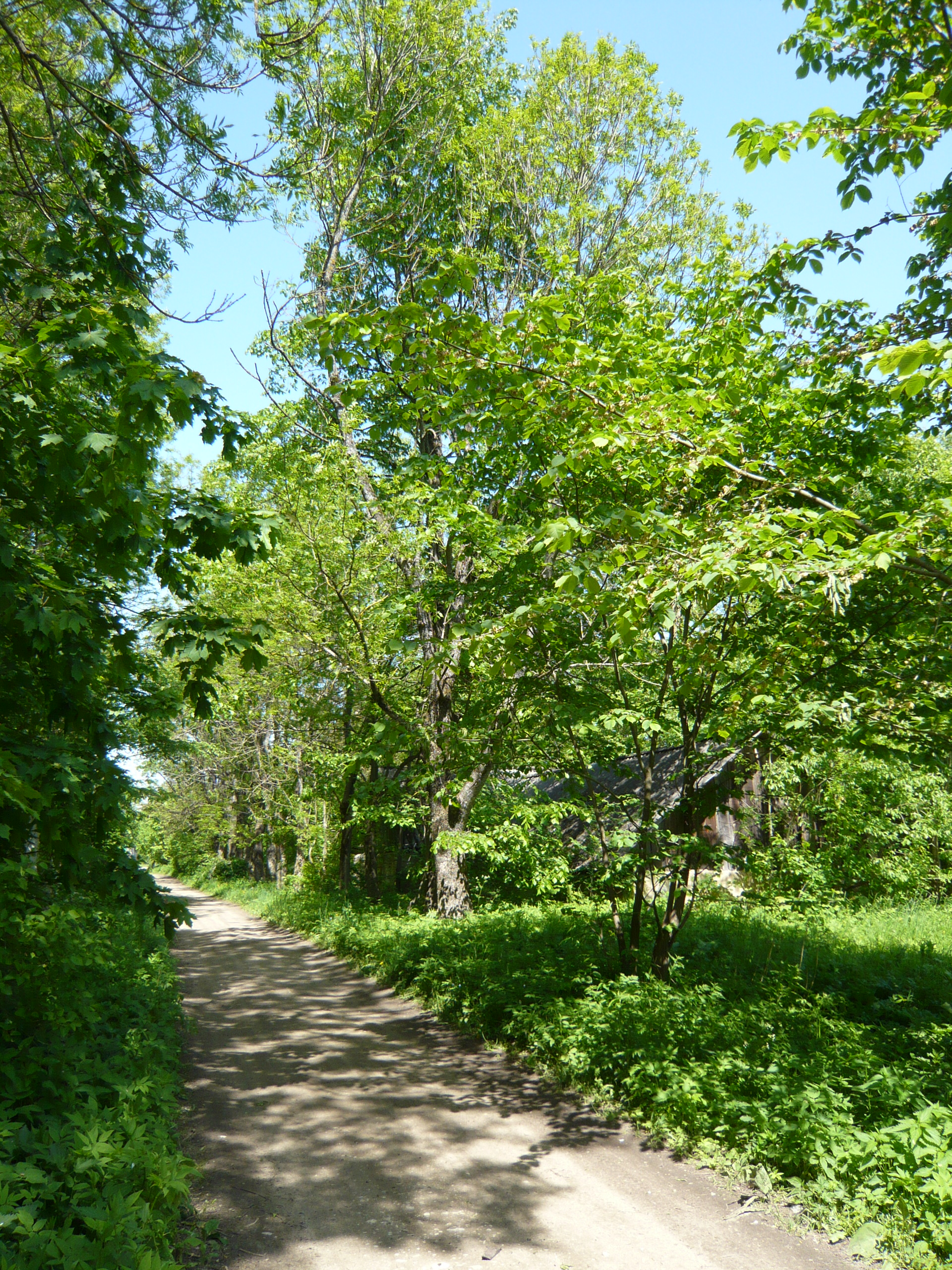
Прямухино. На аллеях парка усадьбы Бакуниных «Прямухино»
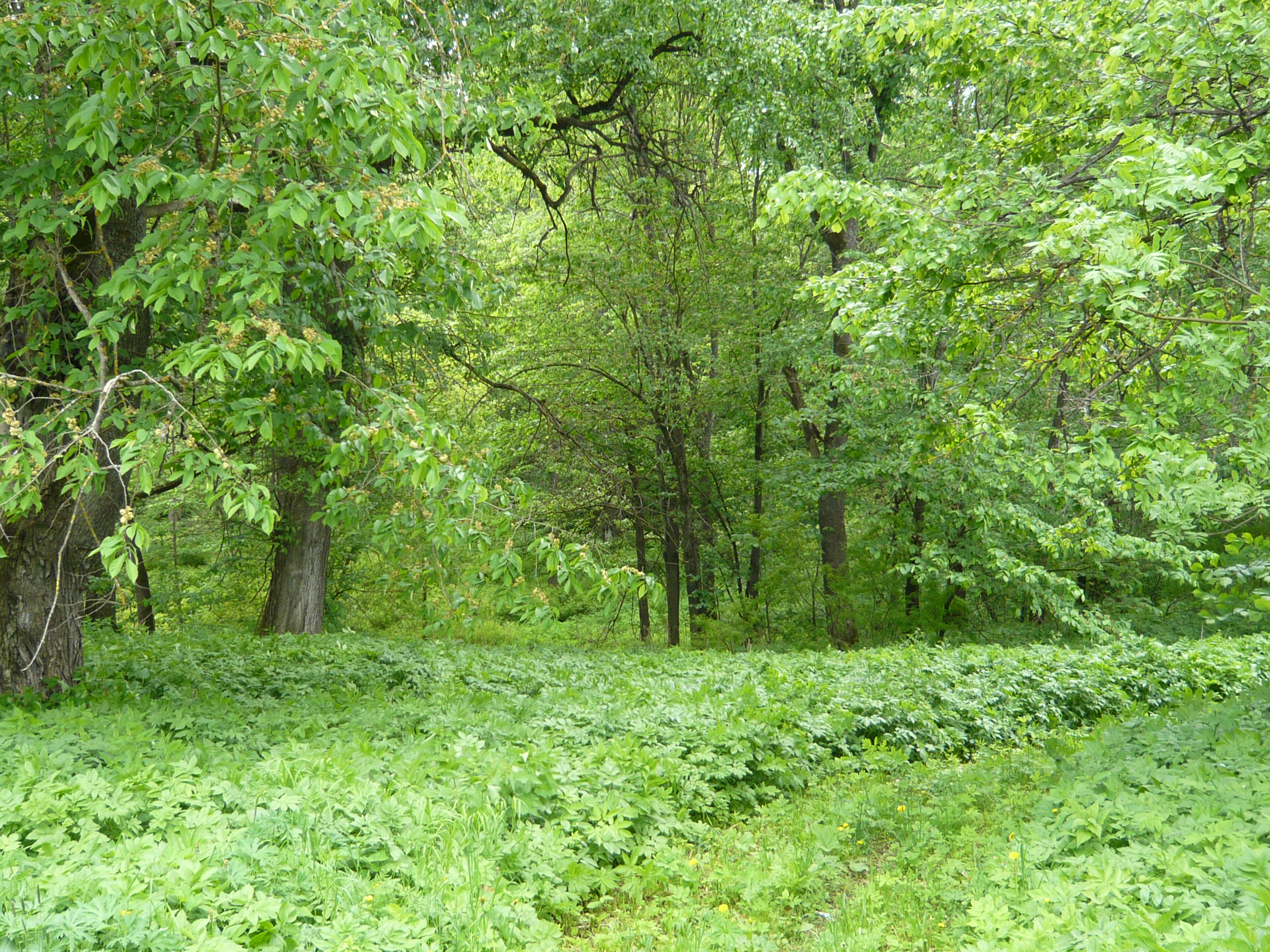
Прямухино. В парке усадьбы Бакуниных «Прямухино» летом
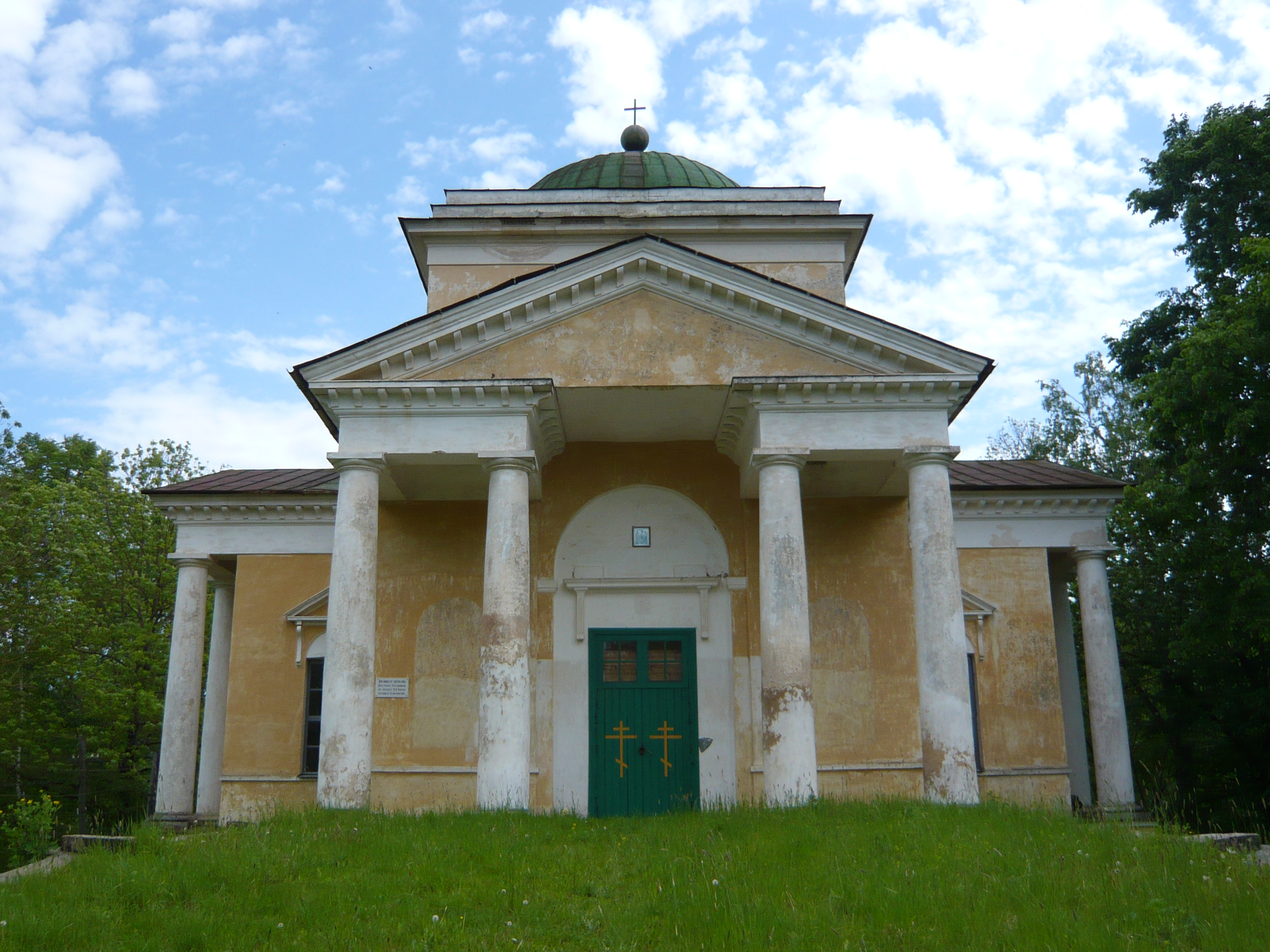
Прямухино. Церковь, творение Н. А. Львова
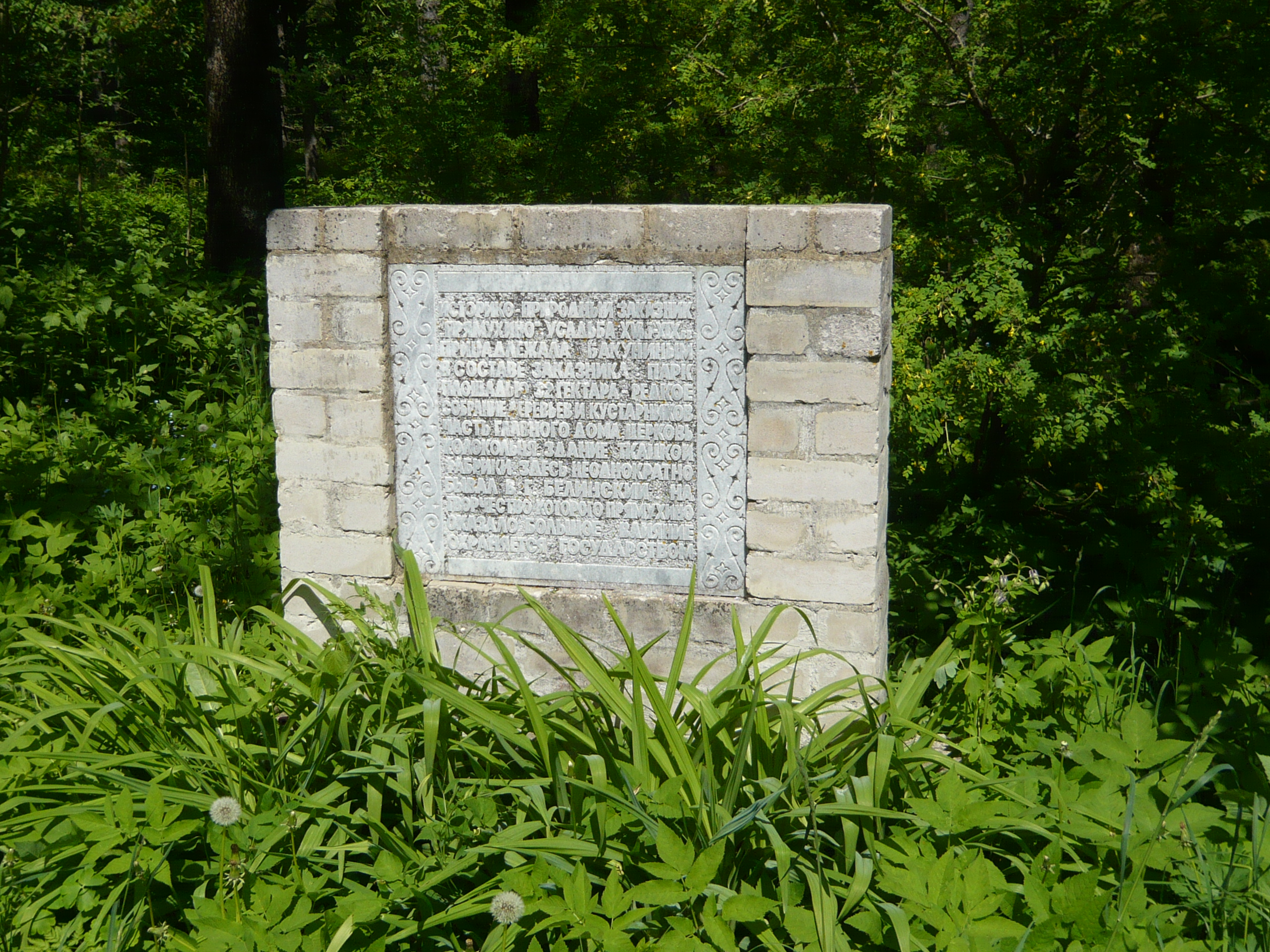
Прямухино. Мемориальная табличка при въезде в парк усадьбы Бакуниных «Прямухино»